# Pornic
Pornic (Pornizh trong tiếng Breton) là một xã thuộc tỉnh Loire-Atlantique phía tây nước Pháp. Xã này nằm ở khu vực có độ cao từ 0-31 mét trên mực nước biển. Theo điều tra dân số năm 2006 của INSEE, xã có dân số 13.681 người.
Thị trấn có lâu đài Pornic thời Trung cổ. Xã này kết nghĩa với Scalby, North Yorkshire.